# Jakob Wattrang
Jakob Wattrang, född 22 januari 1720 på Jakobsbergs gård i Björnlunda socken, död 31 oktober 1788 på Jakobsbergs gård, var en kammarherre och överhovstallmästare. Han gjorde Jakobsbergs gård till fideikommiss för sin brorson Jacob Wattrang.

## Biografi
Jakob Wattrang härstammar från adelsätten Wattrang som vid adlandet 1673 fått sitt namn efter släktgården Wattrång i Harmångers socken i Hälsingland. Jakob Wattrang var son till Gustaf Wattrang (1685–1744) och Ulrika Eleonora Billingsköld (1697–1776). Jakob Wattrang var kammarherre 1750 och hovstallmästare 1762, som sådan erhöll han särskild ersättning för undervisning i ridkonsten åt kungahuset. 1766 blev han utnämnd till hovmarskalk och 1766 överhovstallmästare hos kung Adolf Fredrik. Han tog avsked 1772.
Wattrang gifte sig 1762 med Brita Helena Adlerbeth (1724–1787). Äktenskapet förblev barnlöst. Efter faderns bortgång 1744 löste han till sig Jakobsbergs gård i Björnlunda socken och bebodde den till sin död 1788. Eftersom han var barnlös hade han genom testamente omvandlat Jakobsberg till fideikommiss för släkten Wattrang som skulle inneha gården i nära 300 år. Första innehavaren blev brorsonen, godsägaren Jacob Wattrang (1778–1818).